# Santa Elena, la Florida
Santa Elena va ser un assentament espanyol situat en l'actual Parris Island, Carolina del Sud, va ser la capital de la Florida espanyola des de 1566 a 1587. Va ser fundada per Pedro Menéndez de Avilés, el primer governador de la Florida espanyola. Hi va haver diversos intents per part d'espanyols i de francesos d'establir colònies a Florida inspirats en la llegenda de la Terra de Chicora. Santa Elena va ser construïda sobre l'assentament francès abandonat de Charlesfort, fundat l'any 1562 per Jean Ribault.
Santa Elena va ser la base d'operacions pels jesuïtes i per les operacions militars del nord de Florida. Santa Elena, molt assetjada els amerindis, finalment va ser abandonada l'any 1587, i els que van sobreviure s'assentaren a Saint Augustine.